# Déclaration universelle de l'UNESCO sur la diversité culturelle

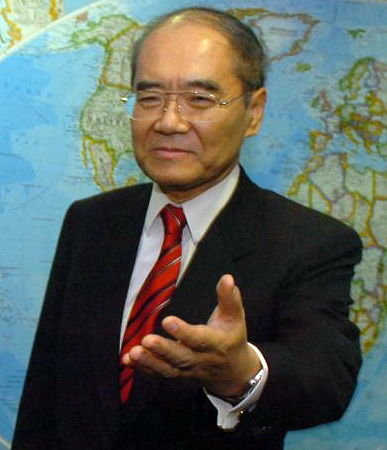
Koichiro Matsuura (UNESCO) - presidenciagovar- 29MAR07.

La Déclaration universelle de l'UNESCO sur la diversité culturelle est une déclaration adoptée par la Conférence générale de l'UNESCO le 2 novembre 2001.
Elle énonce notamment que « source d'échanges, d'innovation et de la créativité, la diversité culturelle est, pour le genre humain, aussi nécessaire que l'est la biodiversité dans l'ordre du vivant. En ce sens, elle constitue le patrimoine commun de l'humanité, et doit être reconnue et affirmée au bénéfice des générations présentes et des générations futures. »
Elle est publiée initialement dans les six langues officielles des Nations unies : l'anglais, le français, l'espagnol, le russe, le chinois et l'arabe.
La journée mondiale pour la diversité culturelle, le dialogue et le développement, fêtée le 21 mai, a été créée à la suite de cette déclaration.